# سانتا ماریا نووا
سانتا ماریا نووا (به ایتالیایی: Santa Maria Nuova) یک کومونه در ایتالیا است که در استان آنکونا واقع شده‌است. سانتا ماریا نووا ۱۸٫۰ کیلومتر مربع مساحت و ۴٬۱۸۱ نفر جمعیت دارد و ۲۴۹ متر بالاتر از سطح دریا واقع شده‌است.